# Julia Henriksson
Maria Julia Ellinor Henriksson, född 11 juli 2000 i Bjuv, är en svensk friidrottare (kortdistanslöpning). Hon tävlar för Malmö AI.

## Karriär
Henriksson vann SM-guld på 100 meter 2022. Vid samma tävling år 2023 vann hon guld både på 100 meter och på 200 meter. Vid inomhus-SM vann Henriksson år 2023 guld på såväl 60 meter som 200 meter, något som hon upprepade år 2024 där hon även satte svenskt rekord på 200 meter med tiden 23,03 sekunder.
Under OS i Paris 2024 satte hon nytt svenskt rekord på 200 meter med tiden 22,79. En tid hon förbättrade till 22,69 vid lag-SM den 17 augusti 2024.
Vid tävlingar i Vári i Grekland i maj 2024 löpte Henriksson personbästa på 100 meter med tiden 11,19 sekunder. Tiden är den näst snabbaste genom tiderna, endast tre hundradelar från det svenska rekordet. Vid samma tävlingar slog hon personligt rekord även på 200 meter med tiden 23,12 sekunder. Denna tid förbättrades den 2 juni 2024 då hon sprang på 22,89 sekunder vid Diamond League-tävlingar i Stockholm. Den 10 juni detta år tangerade hon det svenska rekordet genom att springa på 22,82 sekunder i semifinalen vid EM i Rom. 
Den 18 maj 2024 blev hon nordisk mästare när hon i Malmö sprang 100 meter på 10,95 sekunder. Medvinden var dock för stark för att tiden skulle räknas som nytt svenskt rekord.
Vid SM inomhus den 23 februari 2025 i Växjö  sprang hon 200 meter på 22,84 sekunder vilket var nytt svenskt rekord.